# Aykut Özer
Aykut Özer (Hanau, 1 januari 1993) is een Duits-Turks voetballer die als keeper voor Ankara Keçiörengücü speelt.

## Carrière
Aykut Özer speelde in zijn geboorteland Duitsland voor Eintracht Frankfurt, waar hij vooral in het tweede elftal speelde. Hij speelde zijn enige competitiewedstrijd voor Eintracht op 18 mei 2013, in de met 2-2 gelijkgespeelde thuiswedstrijd tegen VfL Wolfsburg. Hij kwam in de 66e minuut in het veld voor Oka Nikolov. Hij vertrok in 2014 naar het Turkse Kardemir Karabükspor, waar hij in drie seizoenen één wedstrijd speelde. In 2017 vertrok hij naar Fortuna Sittard, waar hij een contract voor een jaar tekende. In de eerste helft van het seizoen 2017/18 was hij tweede keeper achter Miguel Santos, maar gedurende het seizoen werd hij eerste keeper. Fortuna Sittard promoveerde naar de Eredivisie, en doordat de Moldavische keeper Alexei Koșelev werd aangetrokken werd Özer weer tweede keeper. In de zomer van 2019 vertrok hij naar Fatih Karagümrük, wat uitkomt in de Turkse 1. Lig.

### Statistieken

#### Beloften
| Seizoen                        | Club                   | Land            | Competitie       | Competitie | Competitie | Beker | Beker | Totaal | Totaal |
| Seizoen                        | Club                   | Land            | Competitie       | Wed.       | Dlp.       | Wed.  | Dlp.  | Wed.   | Dlp.   |
| ------------------------------ | ---------------------- | --------------- | ---------------- | ---------- | ---------- | ----- | ----- | ------ | ------ |
| 2010/11                        | Eintracht Frankfurt II | Duitsland       | Regionalliga Süd | 0          | 0          | –     | –     | 0      | 0      |
| 2011/12                        | Eintracht Frankfurt II | Duitsland       | Regionalliga Süd | 3          | 0          | –     | –     | 3      | 0      |
| 2012/13                        | Eintracht Frankfurt II | Duitsland       | Regionalliga Süd | 10         | 0          | –     | –     | 10     | 0      |
| 2013/14                        | Eintracht Frankfurt II | Duitsland       | Regionalliga Süd | 23         | 0          | –     | –     | 23     | 0      |
| Totaal beloften                | Totaal beloften        | Totaal beloften | Totaal beloften  | 36         | 0          | 0     | 0     | 36     | 0      |
| Bijgewerkt op 18 augustus 2017 |                        |                 |                  |            |            |       |       |        |        |

#### Senioren
| Seizoen                    | Club                 | Land            | Competitie      | Competitie | Competitie | Beker | Beker | Totaal | Totaal |
| Seizoen                    | Club                 | Land            | Competitie      | Wed.       | Dlp.       | Wed.  | Dlp.  | Wed.   | Dlp.   |
| -------------------------- | -------------------- | --------------- | --------------- | ---------- | ---------- | ----- | ----- | ------ | ------ |
| 2011/12                    | Eintracht Frankfurt  | Duitsland       | 2. Bundesliga   | 0          | 0          | 0     | 0     | 0      | 0      |
| 2012/13                    | Eintracht Frankfurt  | Duitsland       | Bundesliga      | 1          | 0          | 0     | 0     | 1      | 0      |
| 2013/14                    | Eintracht Frankfurt  | Duitsland       | Bundesliga      | 0          | 0          | 1     | 0     | 1      | 0      |
| 2014/15                    | Kardemir Karabükspor | Turkije         | Süper Lig       | 1          | 0          | 0     | 0     | 1      | 0      |
| 2015/16                    | Kardemir Karabükspor | Turkije         | TFF 1. Lig      | 0          | 0          | 0     | 0     | 0      | 0      |
| 2016/17                    | Kardemir Karabükspor | Turkije         | Süper Lig       | 0          | 0          | 0     | 0     | 0      | 0      |
| 2017/18                    | Fortuna Sittard      | Nederland       | Eerste divisie  | 16         | 0          | 2     | 0     | 18     | 0      |
| 2018/19                    | Fortuna Sittard      | Nederland       | Eredivisie      | 0          | 0          | 3     | 0     | 3      | 0      |
| 2019/20                    | Fatih Karagümrük     | Turkije         | TFF 1. Lig      | 0          | 0          | 0     | 0     | 0      | 0      |
| Totaal Senioren            | Totaal Senioren      | Totaal Senioren | Totaal Senioren | 18         | 0          | 6     | 0     | 24     | 0      |
| Carrièretotaal             | Carrièretotaal       | Carrièretotaal  | Carrièretotaal  | 54         | 0          | 6     | 0     | 60     | 0      |
| Bijgewerkt op 28 juli 2019 |                      |                 |                 |            |            |       |       |        |        |